# Carl Jung
Carl Gustav Jung (Kesswil, cantó de Turgòvia, Suïssa, 26 de juliol del 1875 – Küsnacht, cantó de Zúric, 6 de juny del 1961) fou un metge, psiquiatre, psicòleg i assagista suís, i una figura clau en l'etapa inicial de la psicoanàlisi. Posteriorment fundà l'escola de psicologia analítica (també anomenada psicologia dels complexos i psicologia profunda).
A Jung se'l relaciona sovint amb Sigmund Freud, amb qui col·laborà en els seus inicis. Jung fou un dels pioners de la psicologia profunda, i un dels estudiosos d'aquesta disciplina més llegits al segle xx. El seu estudi teòric i clínic emfasitzà la connexió funcional entre l'estructura de la psique i la dels seus productes (és a dir, les seves manifestacions culturals). Això l'impulsà a incorporar en la seva metodologia nocions procedents de l'antropologia, l'alquímia, els somnis, l'art, la mitologia, la religió i la filosofia.
Carl Jung no fou el primer a dedicar-se a l'estudi de l'activitat onírica. No obstant això, les seves contribucions a l'anàlisi dels somnis foren molt extenses i molt influents. Escrigué una prolífica obra. Encara que durant gran part de la seva vida centrà el seu treball en la formulació de teories psicològiques i en la pràctica clínica, també aprofundí en altres camps de les humanitats, des de l'estudi comparatiu de les religions, la filosofia i la sociologia fins a la crítica de l'art i la literatura.

## Biografia

### Inicis
Carl Gustav Jung nasqué l'any 1875 a Kesswil (Suïssa), en una família d'ascendència alemanya i de tradició eclesiàstica (el seu pare era pastor luterà). De nen, era introvertit i molt solitari. Encara que la relació amb els seus pares era molt pròxima i afectuosa, des de ben petit sentí certa decepció per la manera en què el seu pare abordava el tema de la fe, que considerava tristament precària. Durant la seva adolescència i joventut, fou un lector entusiasta, especialment captivat per l'obra literària de Goethe. També tenia un gran interès pels assajos de filòsofs com von Hartmann i Nietzsche. En la seva autobiografia, descriu l'apropament a l'obra d'aquest últim Així parlà Zaratustra com una experiència commovedora, només comparable a la inspirada pel Faust de Goethe.
Jung anhelava estudiar arqueologia a la universitat, però la seva família no tenia prou diners per enviar-lo més enllà de Basilea, on no impartien la carrera que desitjava, de manera que ell (contra els desitjos del seu entorn) decidí estudiar medicina a la Universitat de Basilea entre el 1894 i el 1900.
Jung, que abans era introvertit, es transformà en un jove molt més vívid en el nou context acadèmic. Cap al final dels seus estudis, les seves lectures de Krafft-Ebing el convenceren d'especialitzar-se en medicina psiquiàtrica. L'any 1900, com a part de la seva especialització en psiquiatria, assistí a les classes de Pierre Janet a París. El 1902, col·laborà amb Eugen Bleuler: tant Janet com Bleuler foren pioners en aquesta disciplina. Més tard, treballà al Burghölzli, un hospital psiquiàtric de Zúric que gaudia de gran reputació.

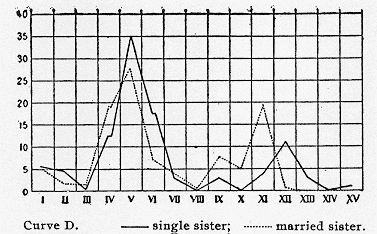
Gràfic de l'estudi empíric experimental El mètode d'associació, del 1910

Basant-se en aquesta experiència clínica, Jung dissenyà la prova d'associació de paraules que duu el seu nom. Ja l'any 1905, fou designat professor de psiquiatria a la Universitat de Zuric i publicà els dos volums dedicats a l'estudi de les associacions. El 1906, redactà i donà a conèixer la seva obra Sobre la psicologia de la Dementia Praecox (que més tard es coneixeria com a esquizofrènia), i n'envià una còpia a Freud, a la qual cosa seguí una intensa però conflictiva amistat entre ambdós.

### Relació amb Freud

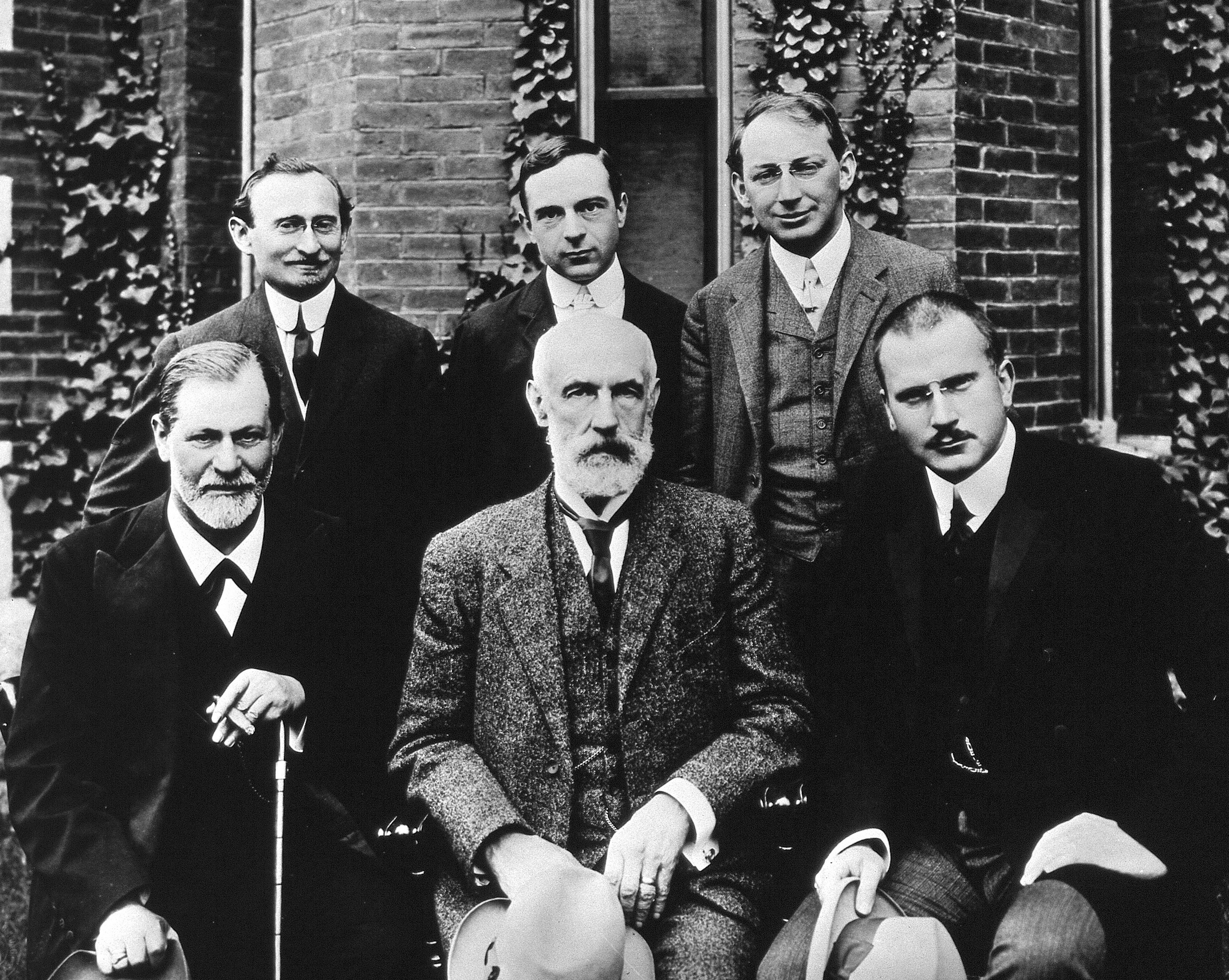
Carl Gustav Jung amb Freud l'any 1909

La seva relació amb Sigmund Freud es consolidà a partir de l'any 1907, quan es produeix la seva primera trobada, a Viena. El 1908, Jung participà en el primer Congrés de Psicoanàlisi, celebrat a Salzburg. En aquesta ocasió, fou nomenat director de la publicació Jahrbuch für psychoanalytische und psychopathologische Forschungen (Anuari internacional d'investigació psicològica i psicoterapèutica).
L'any següent, acompanyà Freud i Ferenczi en el seu viatge als Estats Units, on feu conferències a la Universitat de Clark a Worcester (Massachusetts) i rebé un doctorat honoris causa. Fou en aquests dies que Freud nomenà Jung el seu "successor i príncep hereu".
Al Congrés de Nuremberg (1910), Jung fou nomenat president de la recentment fundada Associació Psicoanalítica Internacional (API). No obstant això, l'any següent, durant el Congrés Psicoanalític realitzat a Weimar, aparegueren els primers símptomes de desacord a propòsit del concepte de libido.
Cap al 1912, en el curs de diverses conferències a Nova York, després que Jung publiqués Transformacions i símbols de la libido (Wandlungen und Symbole der Libido), la divergència teòrica ja havia arribat a nivells intolerables. Aviat s'enfrontaren, cadascun acusant l'altre de ser incapaç d'admetre el seu error.
Al mes de novembre del 1912, es produí la darrera trobada personal entre ambdós psicoanalistes. Ja al Congrés de Múnic (1913), les diferències esdevingueren coneixement públic. Jung renuncià a seguir dirigint el Jahrbuch mentre escrivia la Teoria de la psicoanàlisi.

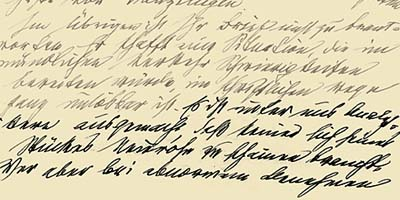
Manuscrit original de la carta de Freud a Jung (1913)

A continuació, es reprodueix un extracte de la carta que Freud envià a Jung el 1913, enmig de la crisi que afectava la relació entre ambdós: la imatge correspon precisament a aquesta carta; part del text traduït és aquell que apareix ressaltat en l'original.
| «                      | El seu al·legat que tracto els meus seguidors com a pacients és evidentment fals… És una convenció entre els analistes que cap de nosaltres no ha de sentir-se avergonyit de la seva pròpia neurosi… Tanmateix, un [referint-se a Jung] que, mentre es comporta anormalment, continua cridant que és normal donar sosteniment a la sospita que li falta assumir la seva malaltia. En conseqüència, proposo que abandonem les nostres relacions personals enterament. | » |
| — Sigmund Freud, 1913. | |   |

### Escalada bèl·lica i postguerra

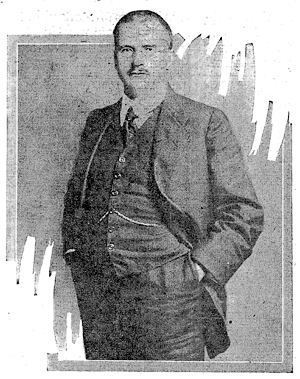
"America Facing Its Most Tragic Moment -- Dr. Carl Jung", New York Times, 29 de setembre del 1912

L'any 1914, el psiquiatre suís dimití del seu càrrec en l'Associació Psicoanalítica Internacional i, juntament amb Alphonse Maeder, assentà les bases de l'anomenada escola de Zúric. Després de l'episodi de ruptura, Jung experimentà un període de turbulència emocional, exacerbat per les notícies emergents de la Gran Guerra (Primera Guerra Mundial), que tingueren sobre ell un efecte devastador, tot i trobar-se a la Suïssa neutral. Henri Ellenberger qualificà l'experiència de Jung com una "malaltia creativa" i la comparà amb el mateix període per Freud, que definí en termes de neurastènia i histèria.
Durant el curs de la primera postguerra, Jung es convertí en un viatger del món, gràcies a la gran riquesa que obtingué per les vendes dels seus llibres, honoraris i diners rebuts per haver arribat a l'estatus sènior de les institucions mèdiques per a les quals treballava. Poc després, recorregué àmpliament el nord d'Àfrica. A mitjan dècada del 1920, visità Nou Mèxic, on prengué contacte amb grups nadius (en particular, els indis pueblo), i hi convisqué procurant conèixer-ne la cultura de prop. Poc després, partí cap a Kenya i Uganda. Fou en aquesta etapa que Jung escrigué una de les seves obres fonamentals, i probablement la més coneguda entre totes les seves obres: Tipus psicològics, en la qual desenvolupà extensament la seva teoria de la personalitat.

### Règim nazi i últims anys
El 1930, Jung fou nomenat president honorari de l'Associació Alemanya de Psicoteràpia i, el 1933, professor de psicologia mèdica a la Universitat Politècnica Federal de Zuric. Després de l'ascens de Hitler al poder aquell mateix any, l'esmentada associació, a la qual s'havien adherit diversos psicoterapeutes jueus, fou dissolta i absorbida per una altra de més gran abast internacional, amb Jung com a president: la Societat Mèdica de Psicoteràpia.
El fet que Jung acceptés ser president honorari de la Societat Mèdica de Psicoteràpia i director de la Revista de Psicoteràpia (Zentralblatt für Psychotherapie), ambdues de presumpta matriu nazi, ha estat utilitzat com a argument per atribuir-li inclinacions nazis i antisemites. Aquestes acusacions entelarien la seva carrera fins a la fi dels seus dies malgrat els desmentiments, donant lloc a una discussió que encara avui roman irresolta.
| «                                                     | Ja Freud m'acusà d'antisemitisme perquè em sentia incapaç d'experimentar el seu materialisme sense ànima. Amb aquesta pretensió d'ensumar pertot arreu l'antisemitisme, els jueus acaben suscitant l'antisemitisme. No comprenc per què el jueu no pot admetre, tant com el pretès cristià, que quan es té una opinió sobre ell no se l'està criticant. Per què s'ha de suposar sempre immediatament que es vol condemnar el poble jueu en el seu conjunt? (…) Considero que és una manera inadmissible de tancar veus a l'adversari. M'he entès molt bé amb els meus pacients i col·legues jueus en la majoria de casos (…) Més d'una vegada per haver criticat un alemany, aquest m'ha retret odiar els alemanys. Es massa fàcil voler dissimular la pròpia inferioritat darrere un prejudici polític (…) Vostè m'hauria de conèixer prou per creure'm (…) capaç d'una ximpleria tan poc individual com l'antisemitisme. Vostè sap de sobra que considero l'home en tant que persona i quant m'esforço sempre a arrancar-lo dels seus determinants col·lectius per fer-ne un individu (…) El nacionalisme, per antipàtic que sigui, és una conditio sine qua non: l'individu simplement no ha d'enfonsar-se en ell (…) La pròxima calúmnia per intentar serà que sofreixo d'una total absència de convicció perquè no sóc ni antisemita ni nazi. Vivim uns temps desbordants de bogeria. | » |
| — Carta de Jung a J. Kirsch, 25 de desembre del 1934. | |   |

L'any 1938 dictà la Càtedra Terry a la Universitat Harvard, i presentà el seu treball Psicologia i religió (inclòs en Sobre la psicologia de la religió occidental i oriental). Pocs mesos després, esclataria la Segona Guerra Mundial. Fou en aquells temps que visità l'Índia, on renovà la seva agenda de prioritats, guiat per la convicció que havia de parar més atenció a l'espiritualitat d'Orient. En efecte, els seus treballs tardans mostren un profund interès en la tradició oculta d'aquest hemisferi, en el cristianisme esotèric i, especialment, en l'alquímia.
Ja l'any 1903, Jung s'havia casat amb Emma Rauschenbach, amb qui tingué cinc fills. El matrimoni perdurà fins a la mort de la seva esposa, el 1955, però tingueren moments de crisi, sobretot a causa de les relacions extramaritals de Jung amb Sabina Spielrein i Toni Wolff.
Jung continuà publicant llibres fins al final de la seva vida, incloent-hi un treball pòstum que mostra el seu interès pels ovnis com a fenòmens psicològics de masses: Un mite modern. De coses que es veuen en el cel (1958). També gaudí d'una breu però fructífera amistat amb el mossèn catòlic Victor White, amb qui mantingué correspondència després de la publicació del controvertit estudi sobre el Llibre de Job titulat Resposta a Job.
Carl Gustav Jung morí el 6 de juny del 1961, després d'una breu malaltia, a la seva casa propera al llac de Zuric, al poblat de Küsnacht, a l'edat de 86 anys.

## Llegat

### Psicologia junguiana

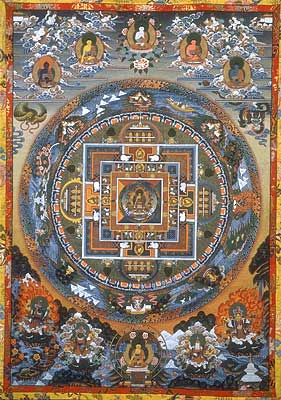
Mandala del buda Shakyamuni, pintura tibetana: segons Jung, aquesta classe d'imatges esdevenen un model arquetípic comú a totes les cultures.

Sovint es parla de la psicoanàlisi junguiana, però la denominació més correcta per a referir-se a aquesta teoria i la seva metodologia és psicologia analítica o dels complexos. Encara que Jung era poc inclinat a fundar una escola de psicologia —se li atribueix la frase: "Gràcies a Déu, sóc Jung; no un junguià"—, de fet desenvolupà un estil distintiu en la forma d'estudiar el comportament humà. Des dels seus primers anys, treballant en un hospital suís amb pacients psicòtics, i col·laborant amb Sigmund Freud i la comunitat psicoanalítica, pogué apreciar de prop la complexitat de les malalties mentals. Fascinat per aquestes experiències i estimulat per les vicissituds de la seva vida personal, dedicà la seva obra a l'exploració d'aquestes temàtiques.
Segons la seva postura, per a captar totalment l'estructura i funció del psiquisme, era vital que la psicologia annexés al mètode experimental (heretat de les ciències naturals) les troballes de les ciències humanes. El mite, els somnis i les psicopatologies constituirien un espectre de continuïtat, manifestant in vivo trets singulars, que operen sistemàticament en les profunditats de la vida anímica inconscient. No obstant això, per a Jung, l'inconscient per se és, per definició, incognoscible. "L'inconscient és necessàriament inconscient" —ironitzava. En concordança amb això, només podia ser après per mitjà de les seves manifestacions.
Segons la seva hipòtesi, aquestes manifestacions remeten a determinats patrons, que anomenà arquetips. Jung arribà a comparar els arquetips amb allò que en etologia es denomina patró de comportament (o pauta de comportament), extrapolant aquest concepte, des del camp dels instints fins a la complexitat de la conducta humana finalista. Els arquetips modelarien la forma en què la consciència humana podria experimentar el món i percebre's; a més, durien implícita la matriu de respostes possibles que és factible observar, en un moment determinat, en la conducta particular d'un subjecte. En aquest sentit, Jung sostenia que els arquetips actuen en totes les persones, cosa que li va permetre postular l'existència d'un "inconscient col·lectiu".
L'ésser humà accediria a aquesta dinàmica inconscient en virtut de l'experiència subjectiva d'aquests símbols, que rep una profusa influència dels somnis, l'art, la religió, els drames psicològics representats en les relacions interpersonals, i els propòsits íntims. Jung defensava la importància d'aprofundir en el coneixement d'aquest llenguatge simbòlic per consolidar la preeminència de la consciència individual sobre les "potències" inconscients. En to poètic, sostenia que aquest procés d'individuació (principium individuationis) només és viable quan s'ha respost a la pregunta: "Quin mite vius?". Considerava, d'altra banda, que aquests aspectes de la vida anímica estan relativament marginats del sistema de creences de la mentalitat moderna occidental.
| «                                                                 | Cap ciència no substituirà mai el mite, i no es pot crear un mite a partir de cap ciència. Perquè no és que "Déu" sigui un mite, sinó que el mite és la revelació d'una vida divina en l'home. No som nosaltres que inventarem el mite, sinó que aquest ens parla com una Paraula de Déu. | » |
| — Citat per A. Jaffé. The Myth of Meaning (Baltimore, 1975), 373. | |   |

### Perspectiva

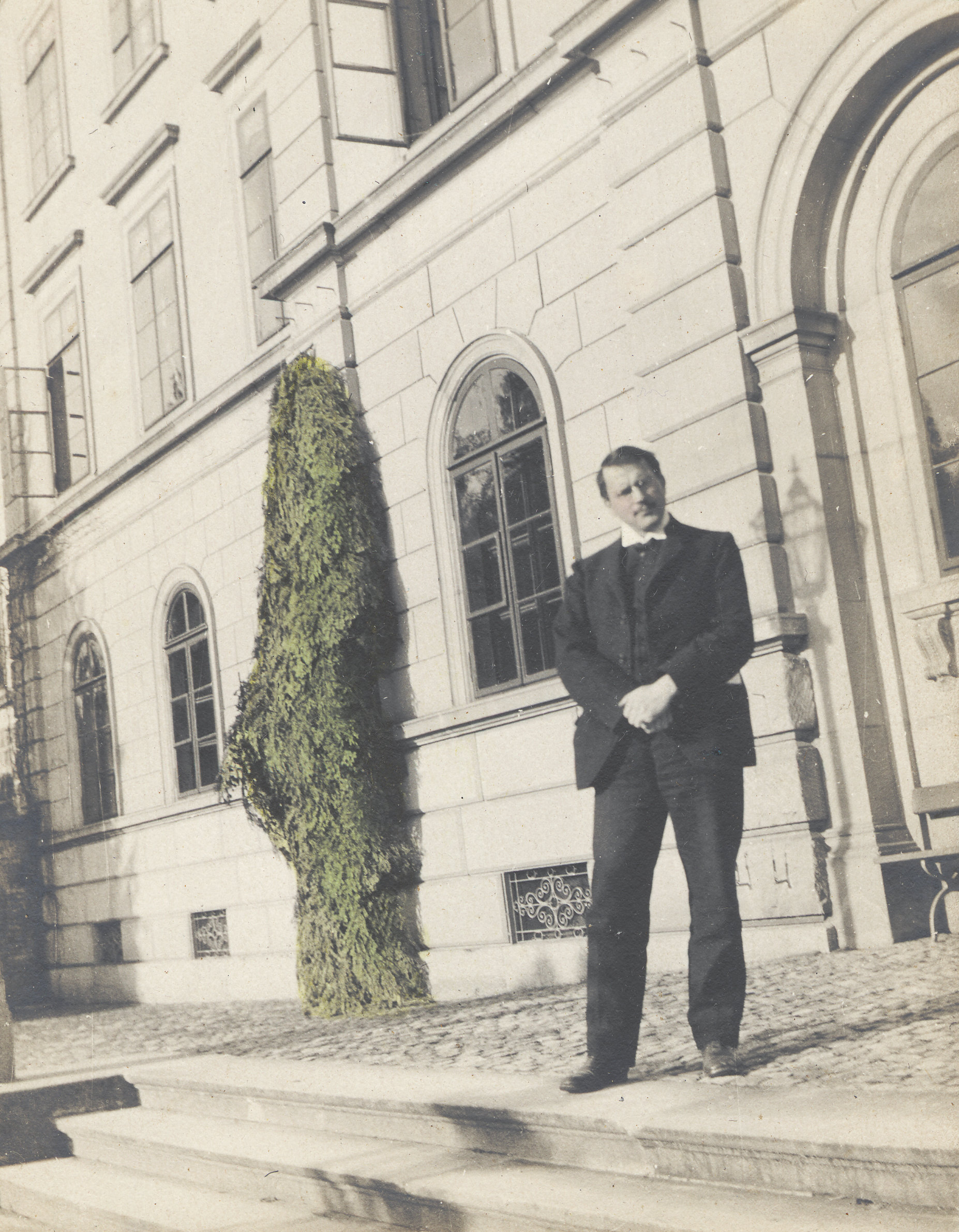
Carl Gustav Jung a l'edat de 35 anys

Des del punt de vista teòric, el començament de la separació de Jung respecte a Freud es produí quan el primer extrapolà el concepte de libido més enllà de les qüestions netament sexuals. La noció de "libido" que utilitzava el psiquiatre suís al·ludia més aviat a una idea d'energia psíquica "abstracta", l'origen i la destinació de la qual no eren exclusivament sexuals. Jung fou prolífic a l'hora d'encunyar termes molt estesos en la psicoanàlisi i la psicologia en general, com ara "complex" (i més específicament: "complex d'Electra"), "introversió", "extraversió", "inconscient col·lectiu", "arquetip" i "individuació".
Les seves investigacions sovint entraven en terrenys aparentment allunyats del seu, com l'alquímia (Psicologia i religió, 1937; Psicologia i alquímia, 1944), aprofundint en l'estudi de conceptes com "inconscient col·lectiu", "arquetip" (com a fonament per l'existència de mites repetits arreu del món), o "si-mateix" (ens diferent del "jo", que al·ludeix a la integritat del subjecte i abasta el seu inconscient). També definí els tipus bàsics d'"introvertit" i "extravertit". L'heterodòxia d'aquest autor li ha valgut judicis contraposats que abasten des de la indiferència fins a l'admiració.
Un concepte clau en la seva obra és el d'"inconscient col·lectiu", que Jung considerava constituït per arquetips. Exemples d'aquests arquetips són la "màscara", l'"ombra, la "bèstia", la "bruixota", l'"heroi", l'"ànim" i l'"ànima". També identificava com a arquetípiques certes imatges en concret, com les representacions del mandala. Per elaborar el seu concepte d'arquetip, Jung s'inspirà en la reiteració de motius o temes en diverses mitologies de les més remotes cultures. Cregué haver trobat temes comuns inconscients, que la humanitat ha reiterat amb poques variants segons les circumstàncies.
| «                                                | Tot i ser homes de la nostra pròpia vida personal, d'altra banda també som en gran manera representants, víctimes i promotors d'un esperit col·lectiu, la vida dels quals equival a segles. Podem sens dubte imaginar una vida a mesura dels nostres propis desitjos i no descobrir mai que fórem, en resum, comparses del teatre del món. Tanmateix, existeixen fets que certament ignorem, però que influeixen en la nostra vida i això tant més com més ignorats són. | » |
| — Carl Gustav Jung. Records, somnis, pensaments. | |   |

### Influència
S'ha criticat Jung per la seva presumpta adhesió al neolamarckisme. Moltes vegades, se li ha atribuït la noció que els arquetips han estat caràcters adquirits, que després s'han pogut heretar, en la línia de tesis com les de Mitxurin i Lissenko. No obstant això, el mateix Jung subratllà que aquestes interpretacions dels seus postulats eren incorrectes.
| | Extraversió                | Obertura a la experiència  | Afabilitat                     | Minuciositat | Estabilitat emocional |
| E-I | 0,65                       | 0,06                       | -0,37                          | -0,15        | 0,31                  |
| S-N | 0,12                       | -0,56                      | 0,34                           | 0,37         | 0,06                  |
| T-F | 0,19                       | -0,25                      | -0,21                          | 0,09         | 0,07                  |
| J-P | 0,18                       | -0,15                      | 0,10                           | 0,55         | 0,08                  |
| Com més proper és el nombre a 1,0 o -1,0, més alt és el grau de correlació.                                                         |                            |                            |                                |              |                       |
| Abreviatures: |                            |                            |                                |              |                       |
| \| E = Extravertit I = Introvertit \| S = Sensorial N = Intuïtiu \| T = Racional F = Emocional \| J = Qualificador P = Perceptiu \| |                            |                            |                                |              |                       |
| E = Extravertit I = Introvertit | S = Sensorial N = Intuïtiu | T = Racional F = Emocional | J = Qualificador P = Perceptiu |              |                       |

Els conceptes més reconeguts de la psicologia junguiana són possiblement els d'introversió i extraversió, manats de la seva teoria de "tipus psicològics". La teoria tingué bastant acceptació, consolidant les bases per al desenvolupament ulterior de proves psicomètriques, mitjançant les quals es procura valorar en termes quantitatius les característiques psicològiques dels individus. Les més importants són l'MBTI (acrònim anglès de Myers-Briggs Type Indicator —"Inventari tipològic de Myers-Briggs") i Socionics; a més de la bateria de proves de David Keirsey. En la taula que acompanya aquest text es mostren resultats sorgits de correlacionar els tipus psicològics i cinc grans trets de la personalitat, avaluats en proves estàndard.
Quant als mandales (com altres simbolitzacions que es poden trobar en l'alquímia, en el gnosticisme, en el ioga, en l'esoterisme i en la mitologia), Jung els considerava representacions d'origen inconscient per un procés d'individuació, és a dir, perquè cada ésser humà ompli el seu si-mateix (en alemany: Selbst). En aquest terreny, destaquen els seus treballs en coordinació amb altres figures de renom, com els realitzats amb el sinòleg Richard Wilhelm en el llibre xinès de ioga taoista El secret de la flor d'or; o amb Károly Kerényi, en Assajos sobre la ciència de la mitologia i, fins i tot, l'intercanvi d'idees en la seva correspondència amb el filòsof budista zen japonès, Daisetz Teitaro Suzuki. La influència de Jung s'estengué a importants referents en diversos camps de la cultura, des del pintor Wifredo Lam al filòsof Gaston Bachelard, incloent-hi l'escriptor Hermann Hesse (la influència és patent, per exemple, en l'obra Demian d'aquest últim), el filòleg Ernst Robert Curtius, el psicòleg conductista Hans Eysenck i l'assagista Joseph Campbell, famós pels seus estudis sobre mitologia i història de les religions. Així mateix, fou inspirador i participant dels col·loquis del Cercle d'Eranos.
Jung intentà donar base científica a diversos dels seus postulats, encara que en molts casos no trobà els mitjans per assolir-ho. Això és el que intentava quan plantejà el principi de sincronicitat (principi pel qual alguns pretenen explicar la suposada eficàcia dels sortilegis). Contrariant al que molts suposen, en la mateixa obra que va presentar aquesta hipòtesi (La interpretació de la naturalesa i la psique, treball conjunt amb el físic Wolfgang Ernst Pauli), Jung descartava de ple la solvència metodològica de disciplines com l'astrologia. Gran part dels moviments que actualment es denominen junguians (especialment, aquells que han assimilat les creences New Age) defensen arguments que contradiuen clarament les idees originals de l'autor.
A més de les seves importants aportacions a la psicologia, la influència de Jung s'ha estès a altres camps menys previsibles. Un exemple és la seva col·laboració indirecta amb la gènesi de la coneguda agrupació d'Alcohòlics Anònims. Un pacient seu, Rowland H., patia alcoholisme crònic, i quan fallaren tots els altres mètodes, Jung li comunicà que la seva recuperació era pràcticament impossible tret que ho enfoqués des d'un punt de vista centrat en l'espiritualitat i l'experiència mística. Rowland seguí aquest consell, redescobrí el cristianisme evangèlic, i després de la seva recuperació difongué aquestes idees entre persones afligides d'alcoholisme, entre elles el que seria el futur cofundador d'Alcohòlics Anònims Bill Wilson.

## Crítica a les seves tesis
- Les idees de Jung foren criticades per Freud i la seva escola de psicoanàlisi. La crítica es dirigeix sobretot contra el concepte de l'inconscient de Jung, que la seva psicologia analítica tracta àmpliament el terme, de manera que la majoria de psicoanalistes qüestionaven que determinades facilitats poguessin ser trobades en el sentit de l'aprenentatge de l'arquetip. La psicoanàlisi veu els continguts de l'inconscient determinats tan sols amb el desenvolupament personal de l'individu. Encara que les dues escoles de la psicologia profunda són bastant iguals en molts aspectes, hi ha hagut i encara hi ha desacord en molts aspectes. Els dos corrents de la psicologia profunda ara es van tornant a apropar a poc a poc.[14] Mentre que l'obra de Freud tingué una gran influència en les humanitats, les idees de Jung només hi tingueren una influència parcial i no foren preses com un sistema. Així, per exemple, els seus conceptes d'"ànim" i "ànima" han estat qüestionats en els debats feministes.
- La crítica a la psicologia profunda se centra sobretot en la línia d'altres paradigmes psicològics. Es critica que les teories i models de la psicologia profunda es trobin amb mètodes "no científics". Altres paradigmes psicològics es basen, per exemple, en la psicologia de la consciència i la conducta. Això significa que les pressuposicions fonamentals d'aquest paradigma són empíriques en alguns mètodes especials, punts de vista i resultats; estadísticament verificables, així com experimentalment reproduïbles i, per tant, comprensibles.

Avui en dia, es pot demostrar un concepte similar al de l'inconscient de la psicologia profunda mitjançant mètodes d'investigació en la recerca del cervell. Molts psicòlegs especialistes en la consciència (cognitivistes) accepten que hi ha un inconscient. Tanmateix, posen en dubte algunes conclusions concretes de la psicologia profunda referents al contingut i l'estructura de l'inconscient, com l'aprenentatge de l'arquetip. La idea de la sincronicitat que Jung desenvolupà conjuntament amb el famós físic Wolfgang Pauli es considera avui refutada des d'un punt de vista científic. Jung aplicà la idea però acaba reconeixent que la sincronicitat encara no estava prou corroborada científicament.

## Obra completa
| A. Obra completa Volum 1 - Psychiatrische Studien ("Estudis psiquiàtrics") 1. Sobre la psicologia i patologia dels anomenats fenòmens ocults (1902) 2. Sobre la paralèxia histèrica (1904) 3. Criptomnèsia (1905) 4. Sobre la distímia maníaca (1903) 5. Un cas d'estupor histèric en una dona a la presó preventiva (1902) 6. Sobre simulació del trastorn mental (1903) 7. Peritatge mèdic sobre un cas de simulació de trastorn mental (1904) 8. Peritatge arbitral sobre dos peritatges psiquiàtrics contradictoris (1906) 9. Sobre el diagnòstic forense (1905) Volum 2 - Experimentelle Untersuchungen ("Investigacions experimentals") 1. Investigacions experimentals sobre les associacions de subjectes sans (C. G. Jung i F. Riklin, 1904/1906) 2. Anàlisi de les associacions d'un epilèptic (1905/1906) 3. Sobre el temps de reacció en l'experiment d'associació (1905/1906) 4. Observacions experimentals sobre la facultat de recordar (1905) 5. Psicoanàlisi i experiment d'associació (1905/1906) 6. El diagnòstic psicològic forense (1906/1941) 7. Associació, somni i símptoma histèric (1906/1909) 8. El significat psicopatològic de l'experiment d'associació (1906) 9. Sobre els trastorns de reproducció en l'experiment d'associació (1907/1909) 10. El mètode d'associació (1910) 11. La constel·lació familiar: Investigacions psicofísiques (1910) 12. Sobre els fenòmens psicofísics concomitants en l'experiment d'associació (1907) 13. Investigacions psicofísiques amb el galvanòmetre i el pneumatòfors en subjectes normals i malalts mentals (C. G. Jung i F. Peterson, 1907) 14. Noves investigacions sobre el fenomen galvànic i la respiració en subjectes normals i malalts mentals (C. G. Jung i C. Ricksher, 1907) 15. Dades estadístiques de l'aïllament de reclutes (1906) 16. Nous aspectes de la psicologia criminal (1906/1908) 17. Els mètodes d'investigació psicològica usuals en la Clínica Psiquiàtrica de la Universitat de Zuric (1910) 18. Breu panorama de la teoria dels complexos (1913) 19. Sobre el diagnòstic psicològic forense: l'experiment forense en el procés judicial davant el jurat en el cas Näf (1937) Volum 3 - Psychogenese der Geisteskrankheiten ("Psicogènesi de les malalties mentals") 1. Sobre la psicologia de la dementia praecox: un assaig (1907) 2. El contingut de les psicosis (1908/1914), inclou suplement sobre la comprensió psicològica dels processos patològics 3. Crítica del llibre d'E. Bleuler (1911) 4. Sobre el significat de l'inconscient en psicopatologia (1914) 5. Sobre el problema de la psicogènesis en les malalties mentals (1919) 6. Malalties mentals i ànima ("Malalts mentals curables?") (1928) 7. Sobre la psicogènesi de l'esquizofrènia (1939) 8. Consideracions recents sobre l'esquizofrènia (1956/1959) 9. L'esquizofrènia (1958) Volum 4 - Freud und die Psychoanalyse. ("Freud i la psicoanàlisi") 1. La doctrina de Freud sobre la histèria: rèplica a la crítica d'Aschaffenburg (1906) 2. La teoria freudiana de la histèria (1908) 3. L'anàlisi dels somnis (1909) 4. Una contribució a la psicologia del rumor (1910/1911) 5. Una contribució al coneixement dels somnis amb números (1910/1911) 6. Ressenya crítica del llibre de Morlón Prince The Mechanism and Interpretation of dreams (1911) 7. Sobre la crítica a la psicoanàlisi (1910) 8. Sobre la psicoanàlisi (1912) 9. Assaig d'exposició de la teoria psicoanalítica (1913/1955) 10. Aspectes generals de la psicoanàlisi (1913) 11. Sobre la psicoanàlisi (1916) 12. Qüestions terapèutiques actuals (Correspondència Jung/Löy) (1914) 13. Pròlegs dels Collected papers on Analytical Psychology (1916/1917/1920) 14. El significat del pare per la destinació de l'individu (1909/1949) 15. Introducció al llibre de W. Kranefeldt Die Psychoanalyse (1930) 16. La contraposició entre Freud i Jung (1929) Volum 5 - Symbole der Wandlung ("Símbols de transformació") (1952) [Reelaboració del llibre Transformacions i símbols de la libido (1912)] Volum 6 - Psychologische Typen ("Tipus psicològics") 1. Tipus psicològics (1921/1960) 2. Sobre la qüestió dels tipus psicològics (1913) 3. Tipus psicològics (1923) 4. Tipologia psicològica (1928) 5. Tipologia psicològica (1936) Volum 7 - Zwei Schriften über Analytische Psychologie ("Dos escrits sobre psicologia analítica") 1. Sobre la psicologia de l'inconscient (1917/1926/1943) 2. Les relacions entre el jo i l'inconscient (1928) 3. Nous rumbs de la psicologia (1912) 4. L'estructura de l'inconscient (1916) Volum 8 - Die Dynamik des Unbewußten ("La dinàmica de l'inconscient") 1. Sobre l'energètica de l'ànima (1928) 2. La funció transcendent (1916/1957) 3. Consideracions generals sobre la teoria dels complexos (1934) 4. El significat de la constitució i l'herència per la psicologia (1929) 5. Determinants psicològics del comportament humà (1936/1942) 6. Instint i inconscient (1919/1928) 7. L'estructura de l'ànima (1927/1931) 8. Consideracions teòriques sobre l'essència del psíquic (1947/1954) 9. Punts de vista generals sobre la psicologia dels somnis (1916/1948) 10. De l'essència dels somnis (1945/1948) 11. Els fonaments psicològics de la creença en els esperits (1920/1948) 12. Esperit i vida (1926) 13. El problema fonamental de la psicologia actual (1931) 14. Psicologia analítica i cosmovisió (1928/1931) 15. Realitat i suprarrealitat (1933) 16. El punt d'inflexió de la vida (1930/31) 17. Ànima i mort (1934) 18. La sincronicitat com el principi de connexions causals (1952) 19. Sobre la sincronicitat (1952) Volum 9/1 - Die Archetypen und der kollektive Unbewußte ("Els arquetips i l'inconscient col·lectiu") 1. Sobre els arquetips de l'inconscient col·lectiu (1934/1954) 2. Sobre el concepte d'inconscient col·lectiu (1936) 3. Sobre l'arquetip amb especial consideració del concepte d'ànima (1936/1954) 4. Els aspectes psicològics de l'arquetip de la mare (1939/1954) 5. Sobre el renéixer (1940/1950) 6. Sobre la psicologia de l'arquetip del nen (1940) 7. Sobre l'aspecte psicològic de la figura de la Core (1941/1951) 8. Sobre la fenomenologia de l'esperit en els contes populars (1946/1948) 9. Sobre la psicologia de la figura del murri (1954) 10. Consciència, inconscient i individuació (1939) 11. Sobre l'empirisme del procés de individuació (1934/1950) 12. Sobre el simbolisme del mandala (1938/1950) 13. Mana-les (1955) Volum 9/2 - Aion (1951) | Volum 10 - Zivilisation im Übergang ("Civilització en transició") 1. Sobre l'inconscient (1918) 2. Ànima i terra (1927/1931) 3. L'home arcaic (1931) 4. El problema anímic de l'home modern (1928/1931) 5. Sobre el problema amorós de l'estudiant universitari (1928) 6. La dona a Europa (1927) 7. El significat de la psicologia pel present (1933/1934) 8. Sobre la situació actual de la psicoteràpia (1934) 9. Pròleg al llibre Reflexions sobre la història actual (1946) 10. Wotan (1936/1946) 11. Després de la catàstrofe (1945/1946) 12. El problema de l'ombra (1946/1947) 13. Epíleg a Reflexions sobre la història actual (1946) 14. Present i futur (1957) 15. Un mite modern. De coses que es veuen al cel (1958) 16. La consciència moral (1958) 17. El bé i el mal en la Psicologia Analítica (1959) 18. Pròleg al llibre de Toni Wolf Studien zu C. G. Jungs Psychologie (1959) 19. El significat de la línia suïssa en l'espectre d'Europa (1928) 20. L'alba d'un món nou. Ressenya del llibre d'H. Keyserling: Amerika. Der Aufgang einer neuen Welt (1930) 21. Ressenya d'H. Keyserling La révolution mondiale et la responsabilité de l'esprit (1934) 22. Complicacions de la psicologia nord-americana (1930) 23. El món ensomiador de l'Índia (1939) 24. El que l'Índia pot ensenyar-nos (1939) 25. Apèndix: Nou comunicacions breus (1933-1938) Volum 11 - Zur Psychologie westlicher und östlicher Religion ("Sobre la psicologia de la religió occidental i de la religió oriental") 1. Psicologia i religió (Terry lectures) (1938/1940) 2. Assaig d'interpretació psicològica del dogma de la Trinitat (1942/1948) 3. El símbol de la transsubstanciació a la missa (1942/1954) 4. Pròleg al llibre de V. White God and the Unconscious (1952) 5. Pròleg al llibre de Z. Werblowsky Lucifer and Prometeus (1952) 6. Germà Klaus (1933) 7. Sobre la relació de la psicoteràpia amb l'adreça espiritual (1932/1948) 8. Psicoanàlisi i adreça espiritual (1928) 9. Resposta a Job (1952):Religió oriental 10. Comentari psicològic al Llibre Tibetà del Gran Alliberament (1939/1955) 11. Comentari psicològic al Llibre Tibetà dels Morts (1935/1960) 12. El ioga i Occident (1936) 13. Pròleg al llibre de D. T. Suzuki El Gran Alliberament. Introducció al budisme zen (1939/1958) 14. Sobre la psicologia de la meditació oriental (1943/1948) 15. Sobre el santó hindú. Introducció al llibre d'H. Zimmer Der Weg zum Selbst (1944) 16. Pròleg a I Ching (1950) Volum 12 - Psychologie und Alchemie ("Psicologia i alquímia") (1944) Volum 13 - Studien über alchemistische Vorstellungen ("Estudis sobre representacions alquímiques") 1. Comentari al llibre El secret de la Flor d'Or (1929) 2. L'esperit Mercurius (1943/1948) 3. Les visions del "Zosime" (1938/1954) 4. Paracels com a fenomen espiritual (1942) 5. L'arbre filosòfic (1945/1954) Volum 14 - Mysterium Coniunctionis ("Mysterium coniunctionis: investigació sobre la separació i la unió dels oposats anímics en l'alquímia") (1955-56) Volum 15 - Über das Phänomen des Geistes in Kunst und Wissenschaft ("Sobre el fenomen de l'esperit en l'art i en la ciència") 1. Paracels (1929) 2. Paracels com a metge (1941/1942) 3. Sigmund Freud com a fenomen històric-cultural (1932) 4. Sigmund Freud. Necrologia (1939) 5. En memòria de Richard Wilhelm (1930 6. Sobre la relació de la psicologia analítica amb l'obra d'art poètica (1922) 7. Psicologia i literatura (1930/1950) 8. Ulisses: un monòleg (1932) 9. Picasso (1932) Volum 16 - Praxis der Psychotherapie ("La pràctica de la psicoteràpia: contribucions al problema de la psicoteràpia i a la psicologia de la transferència") 1. Consideracions de principi sobre la psicoteràpia pràctica (1935) 2. Què és la psicoteràpia? (1935) 3. Alguns aspectes de la psicoteràpia moderna (1930) 4. Metes de la psicoteràpia (1931) 5. Els problemes de la psicoteràpia moderna (1929) 6. Psicoteràpia i cosmovisió (1943/1946) 7. Medicina i psicoteràpia (1945) 8. La psicoteràpia en l'actualitat (1945/1946) 9. Qüestions fonamentals de psicoteràpia (1951): Problemes especials de la Psicoteràpia 10. El valor terapèutic de l'abreacció (1921/1928) 11. L'aplicabilitat pràctica de l'anàlisi dels somnis (1934) 12. La psicologia de la transferència (1946) Volum 17 - Über die Entwicklung der Persönlichkeit ("Sobre el desenvolupament de la personalitat") 1. Sobre els conflictes de l'ànima infantil (1910/1946) 2. Introducció al llibre de F. G. Wickes: Analyse der Kinderseele (1927/1931) 3. Sobre el desenvolupament i l'educació del nen (1928) 4. Psicologia analítica i educació (1926/1946) 5. El nen superdotat (1943) 6. El significat de l'inconscient per l'educació individual (1928) 7. Sobre la vinguda de la personalitat (1934) 8. El matrimoni com a relació psicològica (1925) Volum 18/1 - Das symbolische Leben ("La vida simbòlica") 1. Sobre els fonaments de la psicologia analítica (1935) 2. Símbols i interpretació de somnis (1961) 3. La vida simbòlica (1939). Complements als volums 1, 3 i 4 de l'Obra Completa Volum 18/2 - Das symbolische Leben ("La vida simbòlica") Complements als volums 5 i 7 al 17 de l'Obra Completa Volum 19 - Bibliographie (Bibliografia) - Els escrits publicats de C. G, Jung - Obres originals i traduccions - L'Obra Completa de C. G. Jung - Seminaris de C. G. Jung Volum 20 - Índexs generals de l'obra completa B. Seminaris - Conferències al Club Zofingia [1896-1899] (1983) - Anàlisi de somnis [1928-30] (1984) - Somnis infantils [1936-41] (1987) - Sobre el Zaratustra de Nietzsche [1934-39] (1988) - Psicologia Analítica ([1925] (1989) - La psicologia del ioga kundalini ([1932] 1996) - Visions ([1930-1934] 1998) C. Autobiografia - Records, somnis, pensaments (amb A. Jaffé) (1961) D. Epistolari - Cartes I [1906-1945] (1972) - Cartes II [1946-1955] (1972) - Cartes III [1956-1961] (1973) - Correspondència Freud/Jung (1974) E. Entrevistes - Converses amb Carl Jung i reaccions de. Adler d'I. Evans (The Houston films) (1946) - Trobades amb C. G.Jung (1975) (Inclou, millorat, el títol anterior) |